# Kallina Mór
Kallina Mór (Velká Bíteš, Morvaország, 1844. szeptember 20. – Budapest, 1913. május 5.) építész.

## Pályája
Prágában, a német műegyetemen tanulta az építészetet, majd 1867–69-ben a Bécsi Képzőművészeti Akadémián folytatta művészeti tanulmányait. Ezután Bécsben dolgozott Otto Wagner építész irodájában, ugyanis 1870-ben a Pesti Izraelita Hitközség őt kérte fel arra, hogy a budapesti Rumbach Sebestyén utcai zsinagógát tervezze meg, amelyben Kallina volt segítségére, aki az építkezés kivitelét is vezette. Így került Kallina Mór a magyar fővárosba, ahol megbízták különböző bérpaloták felépítésére, s ezáltal jelentős szerepet játszott az 1870-es években a rohamosan fejlődő Budapest városképének művészi kialakításában, s le is telepedett a városban.
Az új Országházra kiírt pályázaton Ottó Wagnerrel közösen indult, s az első három díj egyikét nyerte Steindl Imre és Hauszmann Alajos mellett. Vejével, Árkay Aladár építőművésszel együtt a Budai Vigadóra kiírt pályázat első díját is megnyerték, s ők valósították meg a terveket, 1900-tól 1910-ig dolgoztak közösen. Hamarosan Horváth püspök, a Kerkápolyi, Ráth, Mocsonyi, gróf Bissingen, gróf Bethlen, gróf Bánffy, báró Baich családok építésze lett.
Első munkái közé tartozott a Szentkirályi utcai Nemzeti Tornacsarnok épülete, majd a Várbeli kis evangélikus templom (1896) és a Fiumei úti sírkertben található Thalmeyer-sírbolt. Ő tervezte a Szent Gellért-emlékmű architektúráját is. Egyik legtekintélyesebb épülete volt a honvédelmi minisztérium palotája Budán és a Dísz téren felépült Honvéd Főparancsnokság palotája. Műveire a neoreneszánsz stílus a jellemző.

## Ismert épületeinek listája
- Rumbach utcai zsinagóga, Budapest, Rumbach Sebestyén utca 11-13. (1870) – az épületet Otto Wagner tervezte, Kallina csak a kivitelezésben vett részt
- Nemzeti Tornacsarnok, Budapest, Szentkirályi utca 26. (1870)
- Sarokház, Budapest, Zrínyi utca 16. – Október 6. utca 9. (1876)
- Honvédelmi Minisztérium palotája, Budapest, Szent György tér 3. (1879–1881)
- Budavári evangélikus templom, Budapest, Táncsics Mihály u. 28. (1895)
- Honvéd Főparancsnokság palotája, Budapest, Dísz tér 17. (1895–1897)
- Budai Vigadó, Budapest, Corvin tér 8. (1897–1899)
- Jahn-ház, Budapest, Ráday utca 15. – Erkel utca 13/b (1904) – Árkay Aladárral közösen
- Sarokház, Budapest, Rákóczi út 19. – Szentkirályi utca 2. (1905)
- Thalmayer-mauzóleum a Fiumei úti sírkertben, Budapest, Fiumei út 16-18. (?)

### Tervben maradt épületek
- 1910: Pest Vidéki Törvényszék, Budapest[2]
- Gellért-hegyi emlékmű[3]

## Galéria

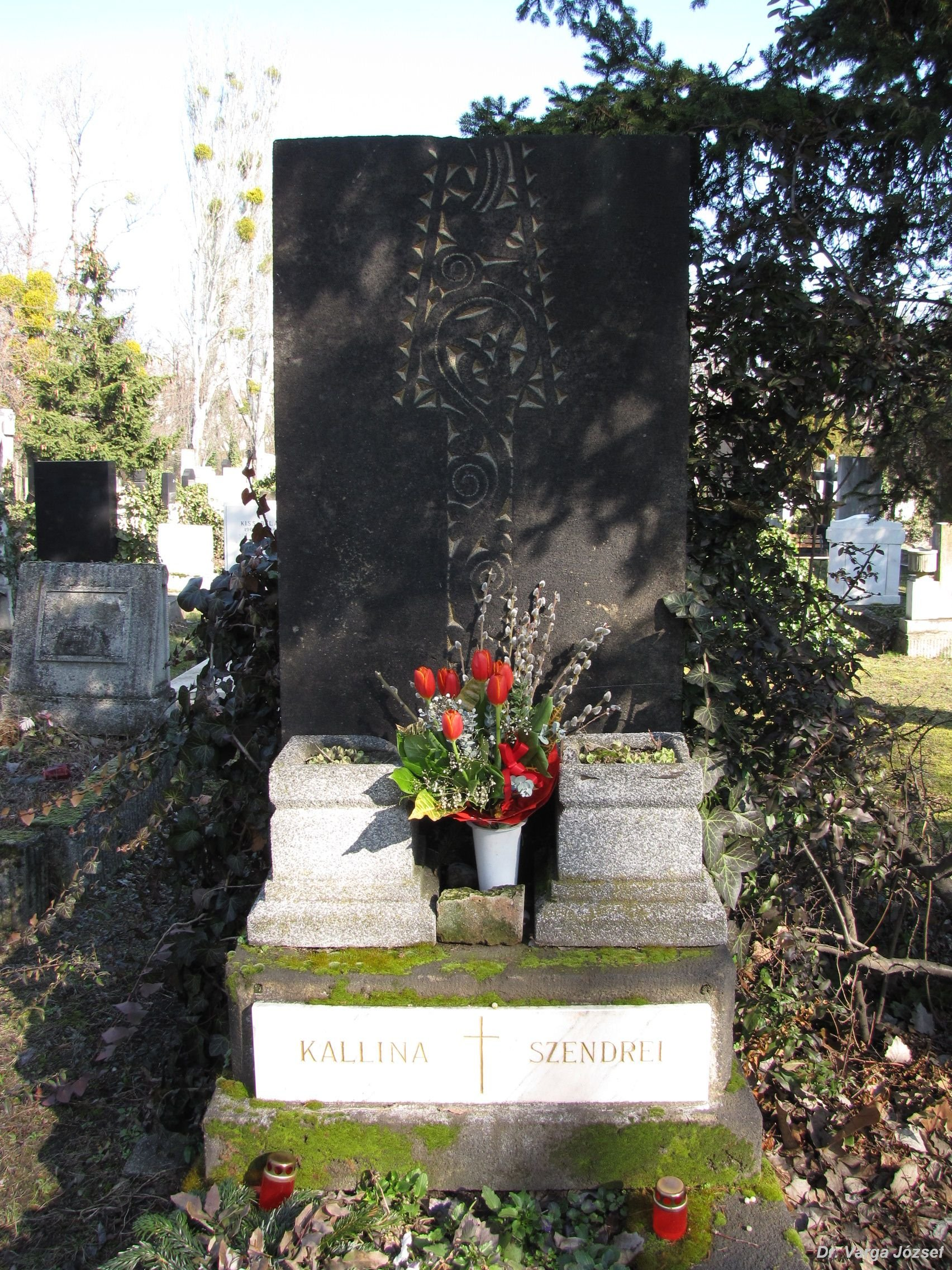
Kallina Mór sírja Budapesten, Fiumei úti sírkert, 34-3-6
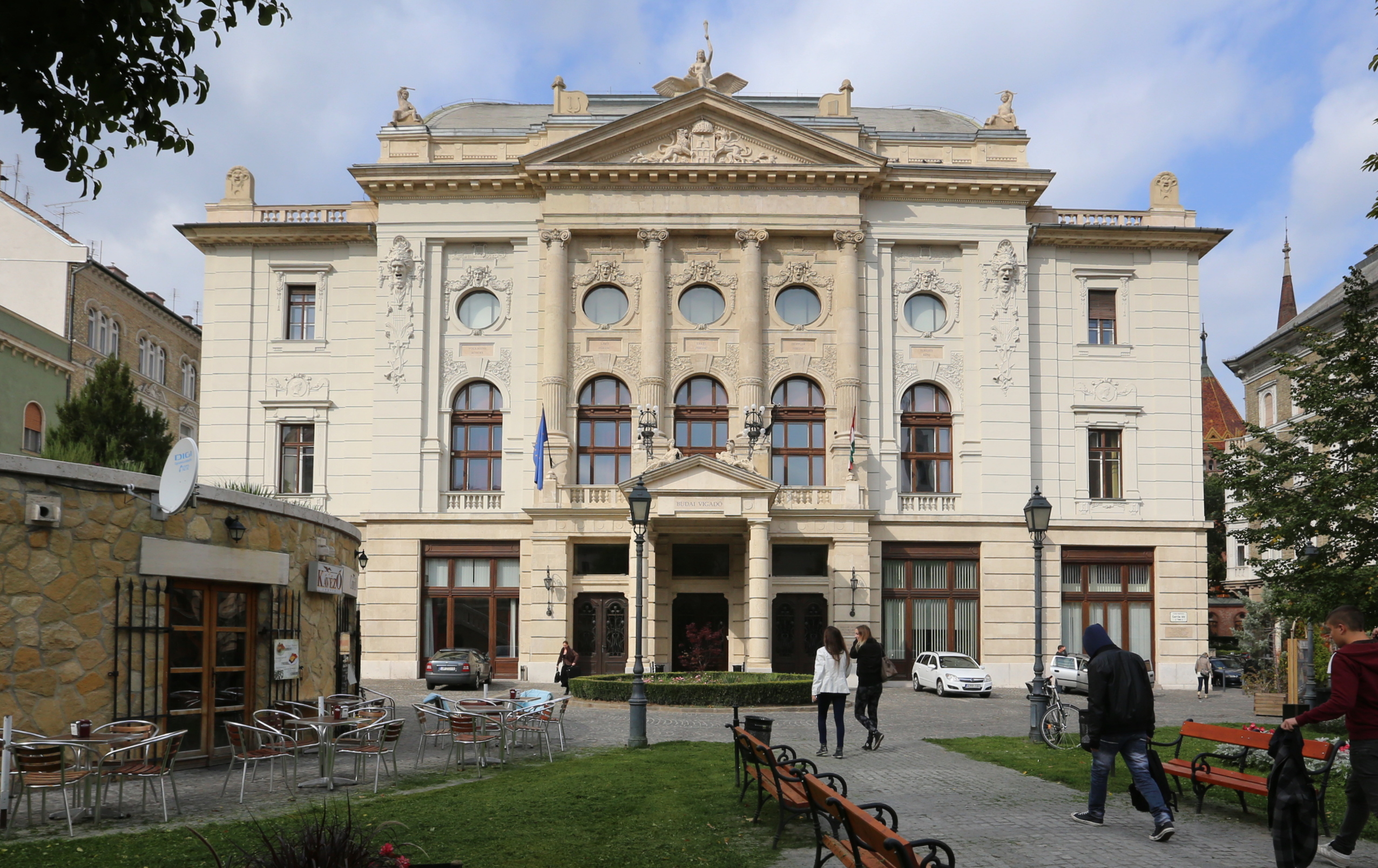
Budai Vigadó
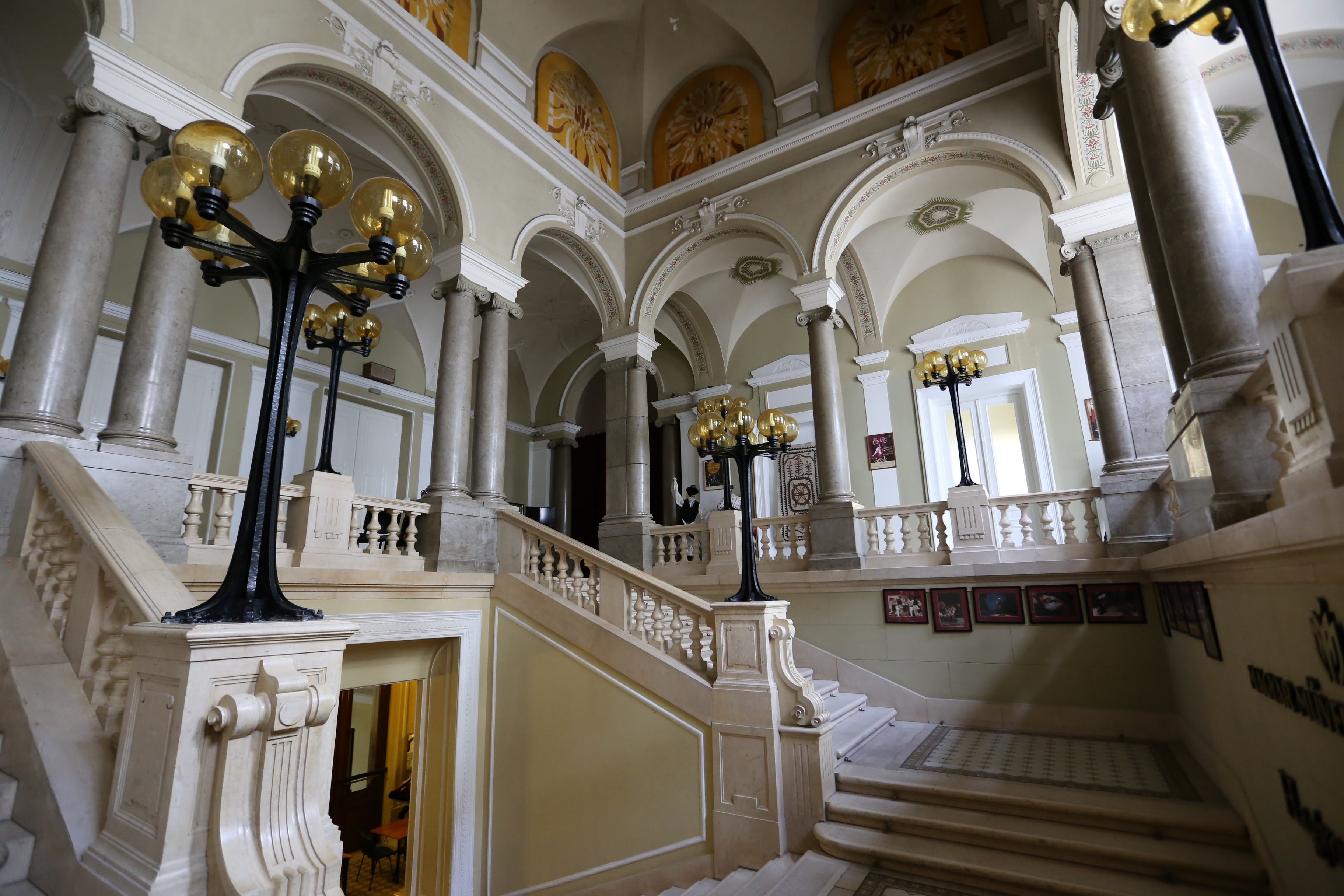
Budai Vigadó lépcsőháza
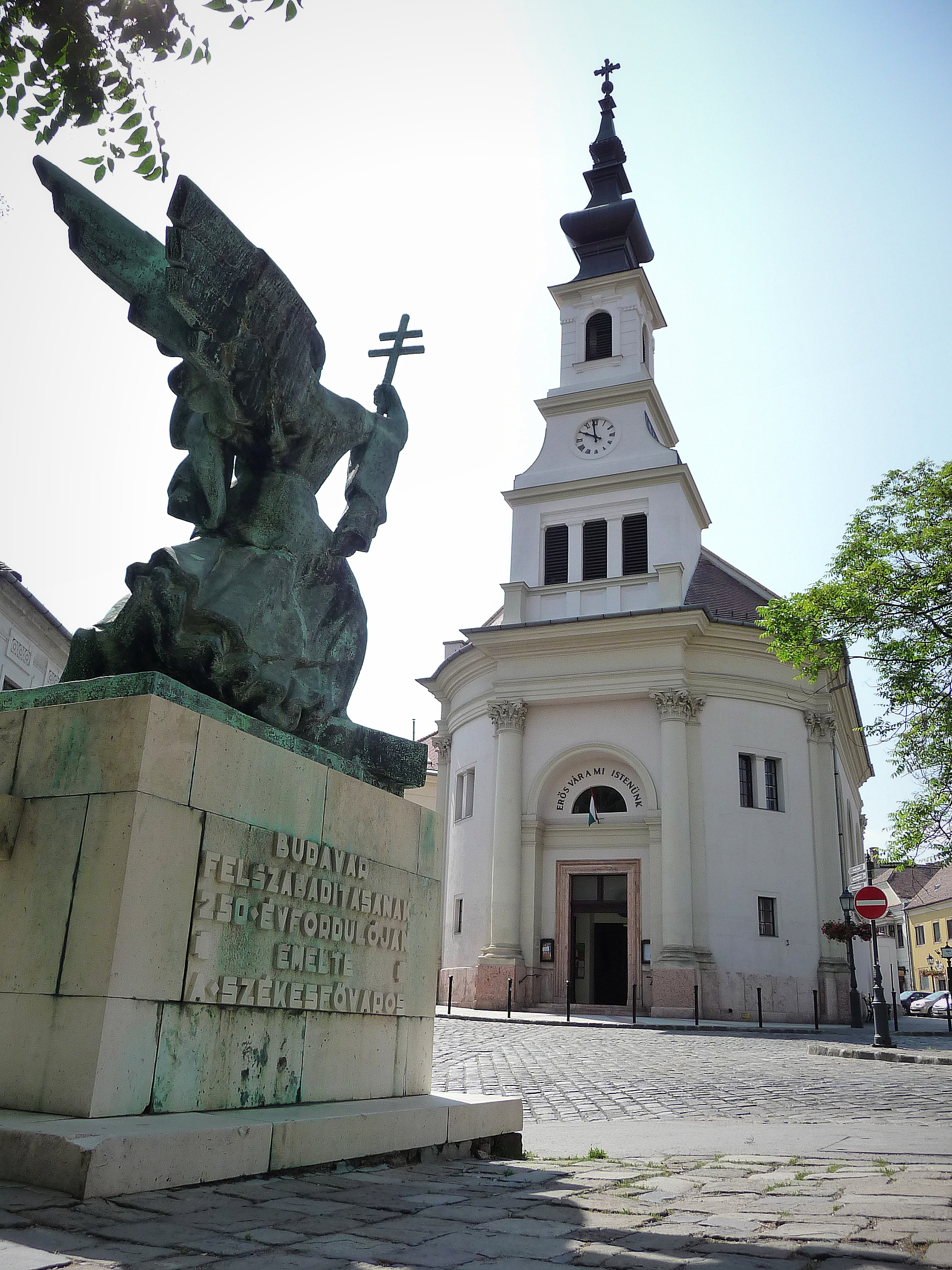
Budavári evangélikus templom
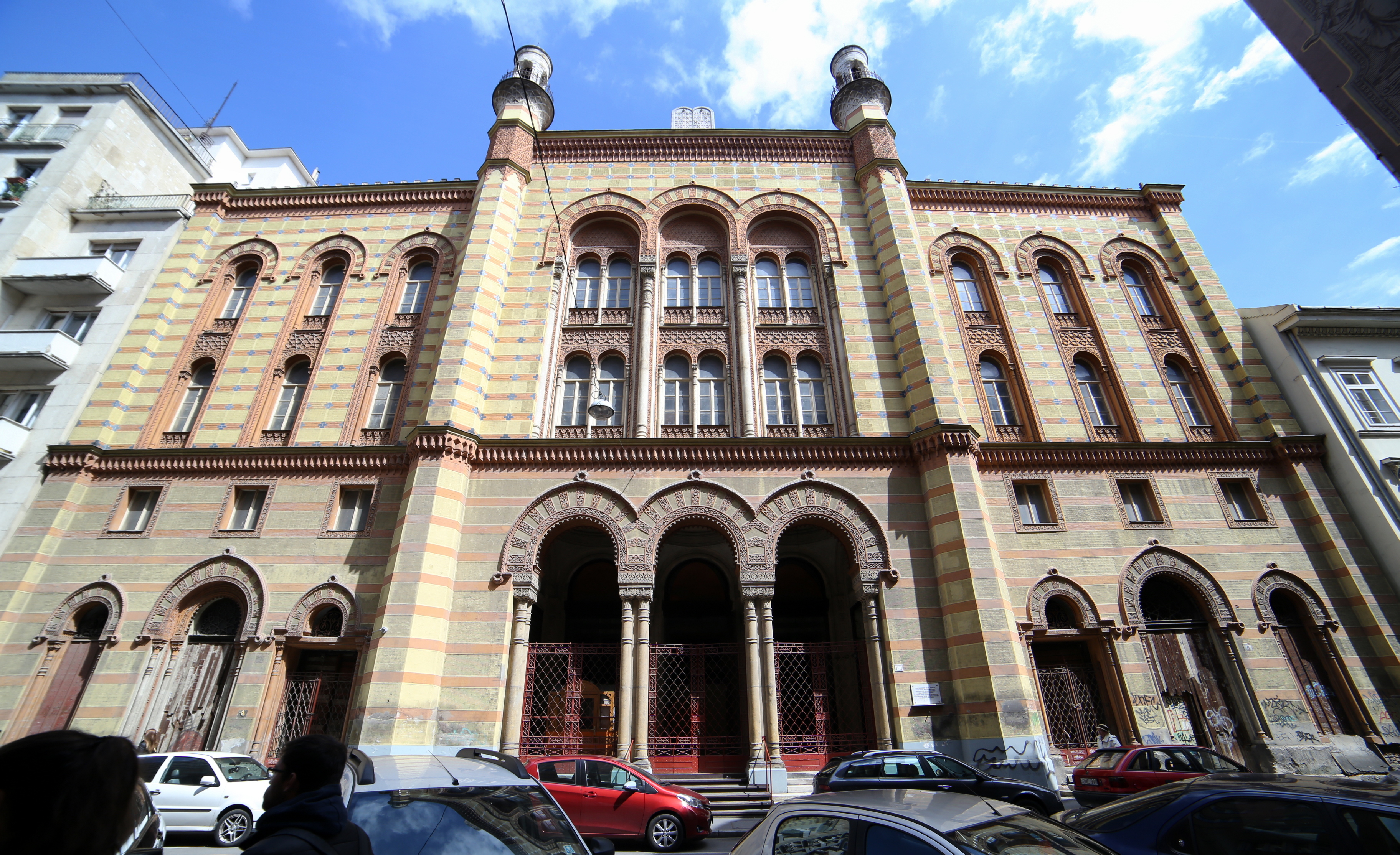
Rumbach Sebestyén utcai zsinagóga
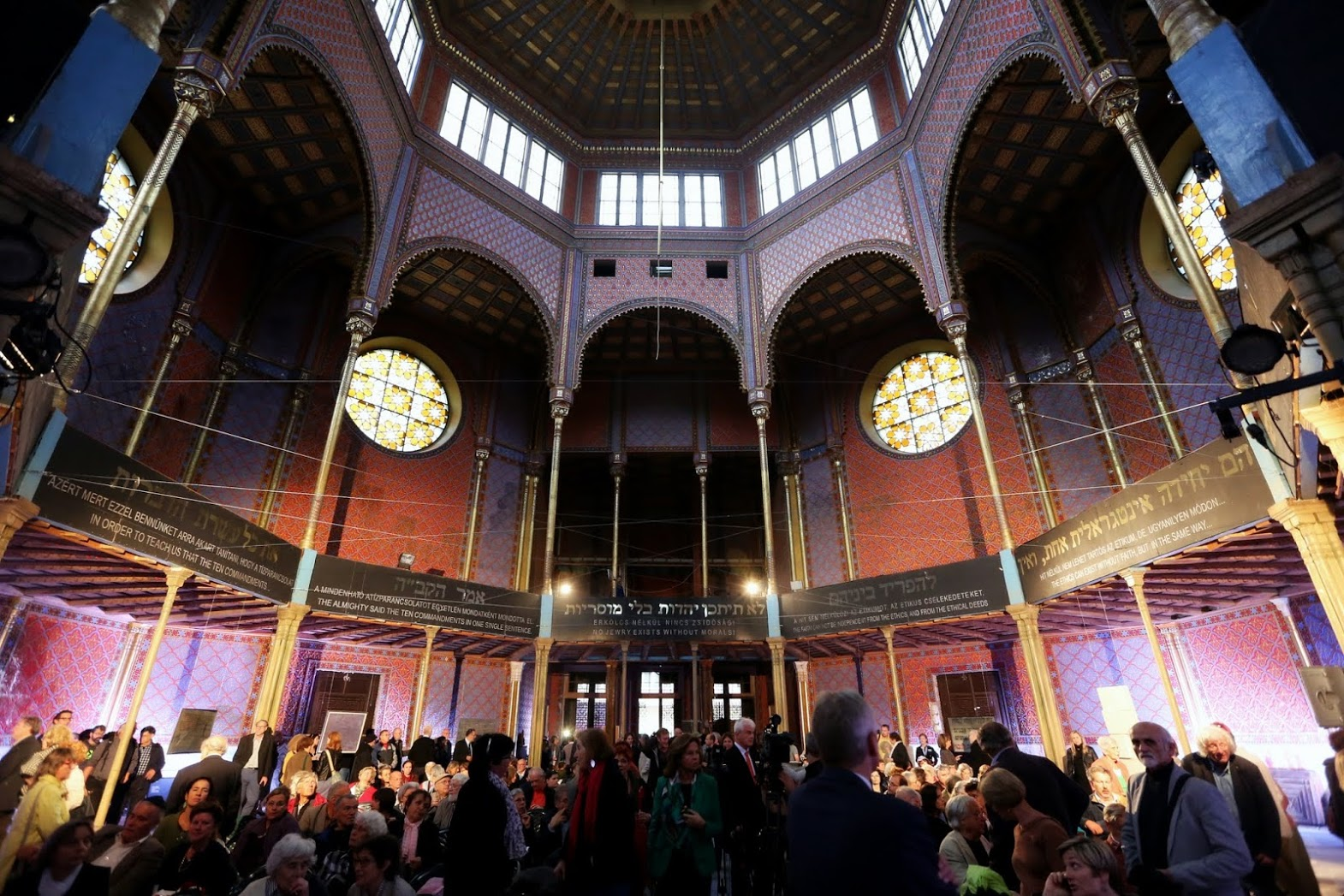
Rumbach Sebestyén utcai zsinagóga
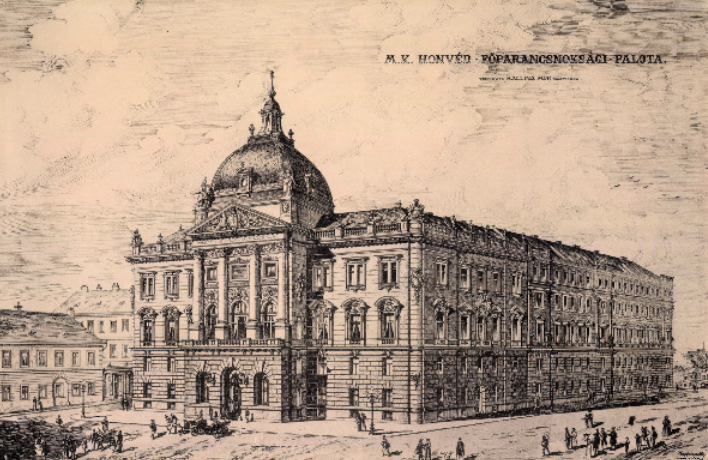
Honvéd Főparancsnokság
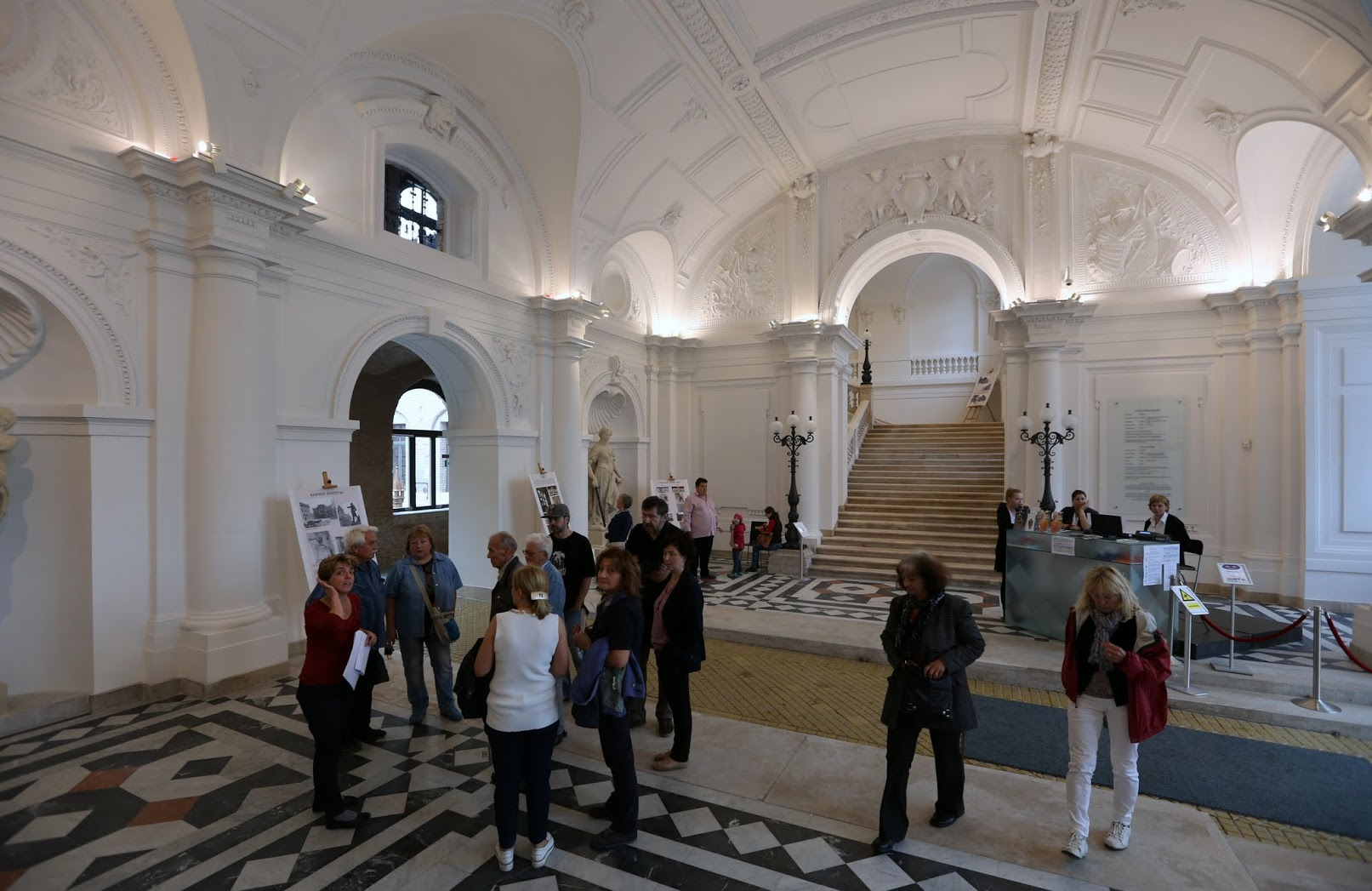
Honvéd Főparancsnokság bejárati előtere
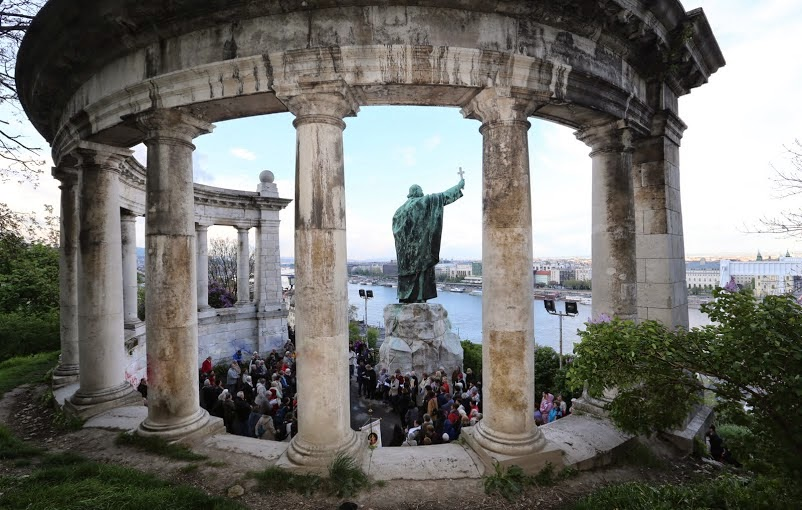
Szent Gellért szobra a Gellért hegy oldalában
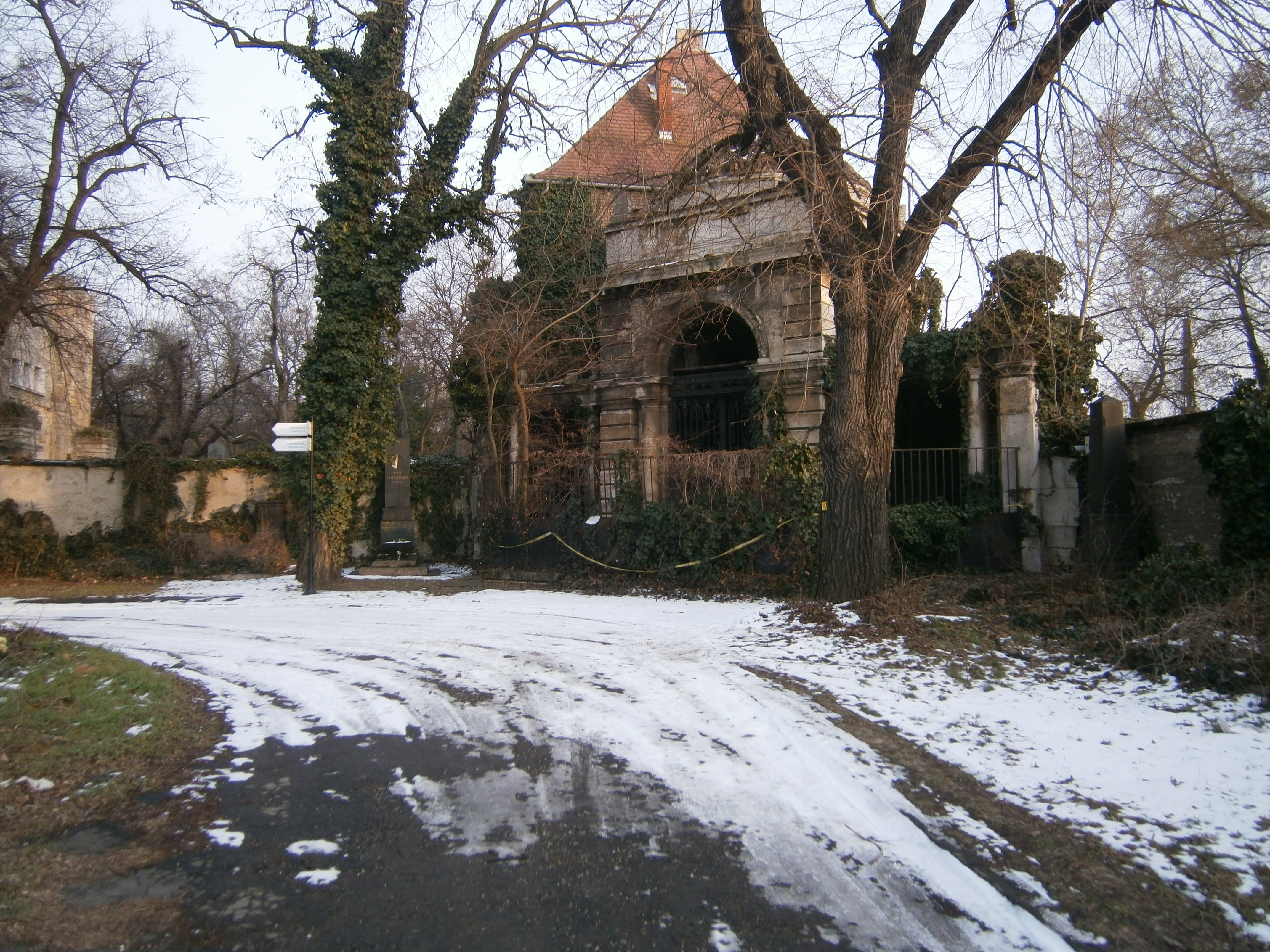
Thalmayer mauzóleum, Fiumei úti sírkert
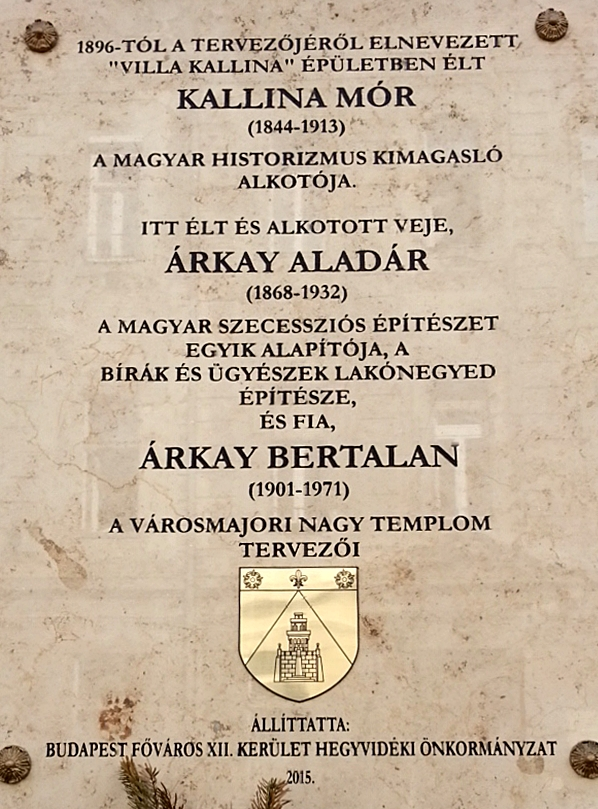
Kallina Mór, Árkay Aladár és Bertalan emléktáblája XII. kerület, Városmajor utca 54.

## Családja
Felesége Schmidt Anna (1848–1911), Schmidt Henrik pesti polgár és Windisch Anna lánya, akit 1874-ben vett nőül.
Gyermekei
- Kallina Irma, Árkay Aladár építész felesége.
- Kallina Anna Katalin (1877–1946). Férje Kiss Ferenc István magánhivatalnok.
- Kallina Géza Sándor (1883–1942)[5] műépítész. Felesége Szendrey Margit (1886–1945) tanítónő, Szendrey János lánya.